# خلکنس
خلکنس (به هلندی: Gelkenes) یک منطقهٔ مسکونی در هلند است که در مولن‌وارد واقع شده‌است. خلکنس ۳۰۰ نفر جمعیت دارد.